# Kelet-szlovákiai Múzeum
A kassai Kelet-szlovákiai Múzeum Szlovákia keleti részének legnagyobb múzeuma; a múlt század végén alapították Kassán még Felső-Magyarországi Muzeum néven. 1906-ban, II. Rákóczi Ferenc ünnepélyes kassai újratemetése alkalmából a fejedelem ereklyéiből látványos kiállítást szerveztek, és felvéve nevét Felső-magyarországi Rákóczi Múzeummá alakult az intézmény. Azóta méreteiben többszörösére növekedett. A múzeum gyűjtési köre átfogó jellegű, egyaránt rendelkezik természettudományos, helytörténeti, művészeti gyűjteményekkel. Legnevezetesebb állandó kiállítása a kassai arany éremlelet bemutatója a főépület alagsori páncéltermében.

## Története
A múzeum létrehozásának kezdeményezője Henszlmann Imre volt, a tekintélyes kassai orvos, később a magyar művészettörténet egyik megalapítója, aki szorgalmazta a kassai és környékbeli értékes régi emlékek összegyűjtését és bemutatását. Az e célra szolgáló alapítvány 1872-ben jött létre, tekintélyes kassai polgárok, köztük a Klimkovics testvérek, Béla, Ferenc, Flóris, Gábor és Miskovszky Viktor részvételével. Henszlmann Imre 1888-as halála előtt több mint 3000 darabot számláló magánkollekcióját a múzeumra hagyta; ez lett a múzeum gyűjteményeinek egyik alapja. A múzeum mai főépületét 1899–1901 között építették Jakab Árpád és Répászky Mihály tervei alapján, a történelmi belváros északi peremén, eredetileg is múzeumi célra. Bátky Zsigmond 1906-ban külön a néprajzi anyag gyűjtésére módszertani kiadványt jelentetett meg.

## Egységei
A múzeum főépülete a kassai Fő utca (Hlavná ulica) északi végénél fekvő tér, a Námestie Maratónu mieru (Békemaraton tér) 2. szám alatt található. A főépület neobarokk, más szakértők szerint francia reneszánsz stílusú. A tengelyszimmetrikus homlokzatú, egyemeletes épület homlokzatát a bejárat fölötti oromzaton Kassa kőből faragott címere díszíti. Itt rendezik a fontos időszaki kiállításokat, és ennek alagsorában épült meg az a páncélterem, amelyben a kassai aranyéremleletet mutatják be. Az épület mögötti parkban kisebb szabadtéri néprajzi múzeumot alakítottak ki több, ide áthelyezett népi épületből.
A főépületnél lényegesen nagyobb befogadóképességű a téren vele szemben álló palota, az egykori kassai hadtestparancsnokság épülete, amelyet szintén a múzeum kapott meg.
A múzeum része az úgynevezett Miklós-börtön, a régi Kassa leghírhedtebb épülete, amelyet két gótikus ház összeépítésével alakítottak ki. A 17. és a 19. század között működött börtönként és kínzókamraként az épület. Ma három szintjén láthatjuk a helytörténeti, céhtörténeti kiállításokat, illetve a pincében a kínzó- és kivégzőeszközöket. Annak idején a mindenkori városi hóhér is itt lakott. A ház a nevét – a hagyomány szerint – Rákóczi fejedelem kegyetlen hóhérjáról, Miklósról kapta.
A Kelet-szlovákiai Múzeum részeként működik még a Rodostói ház, amelyet 1938-ban, az első bécsi döntés után építettek fel az eredeti rodostói Rákóczi-ház másaként.

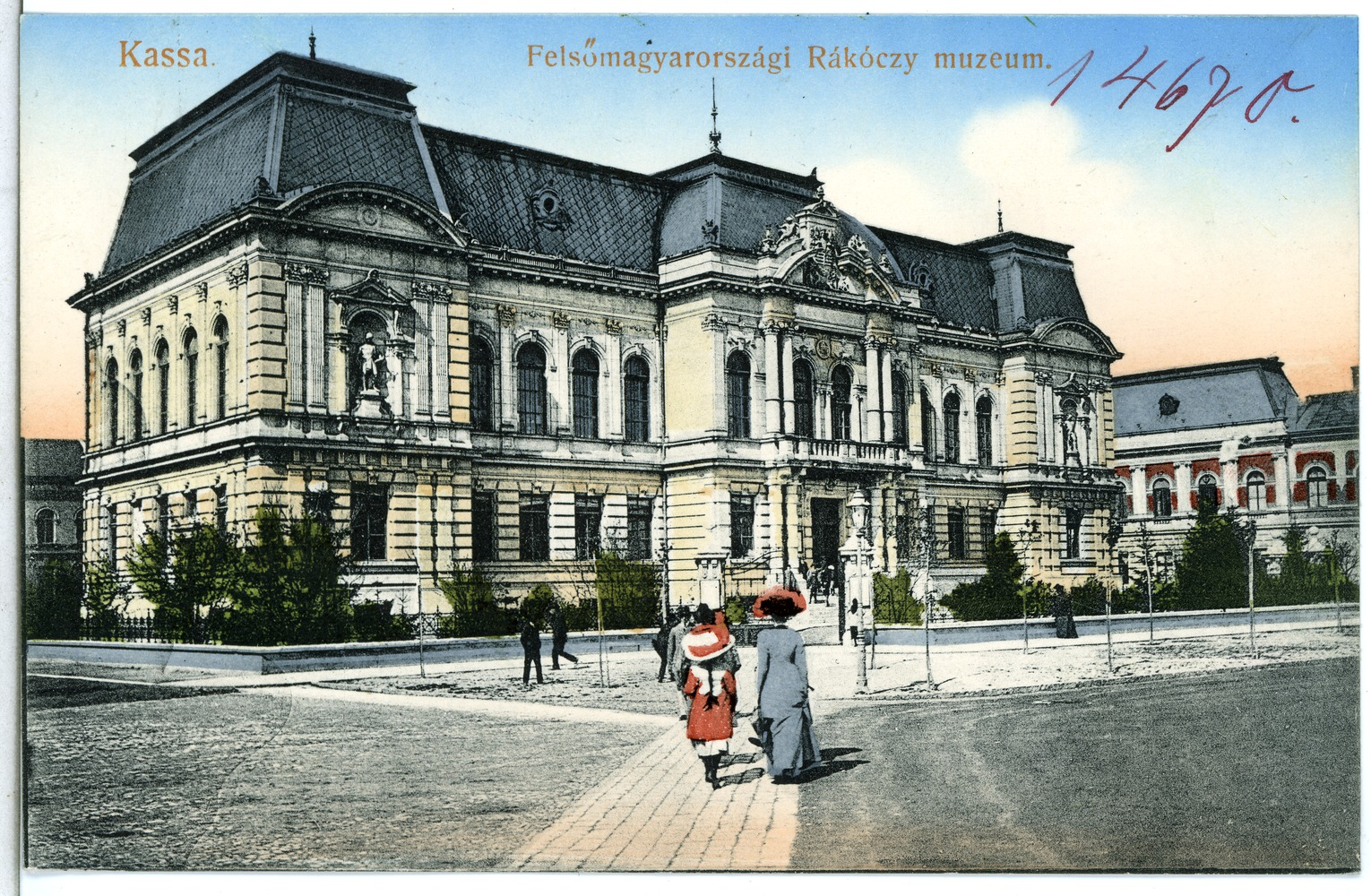
A múzeum főépülete 1912-es képeslapon
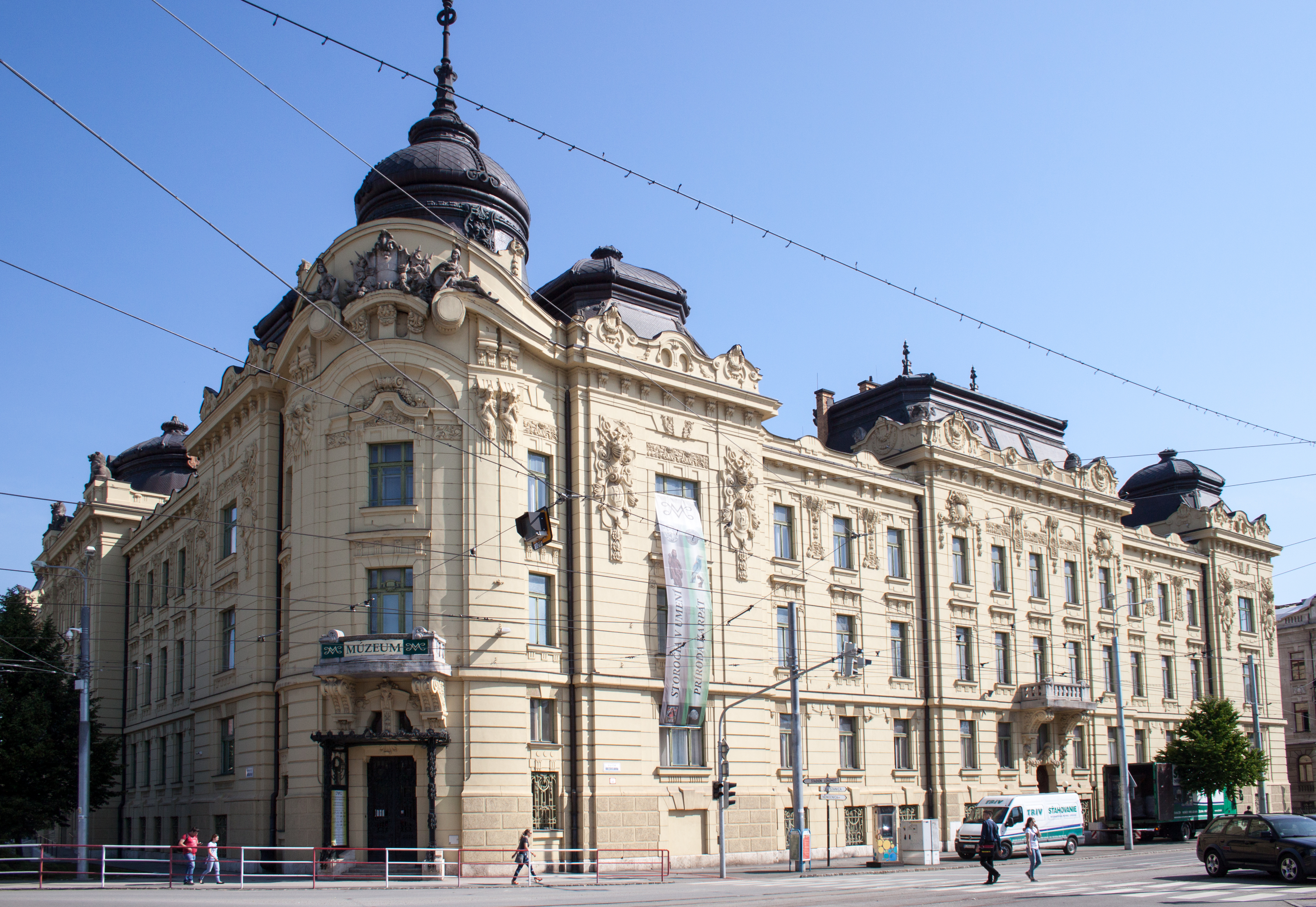
A múzeum legnagyobb épülete, az egykori kassai hadtestparancsnokság palotája

## Gyűjteményei

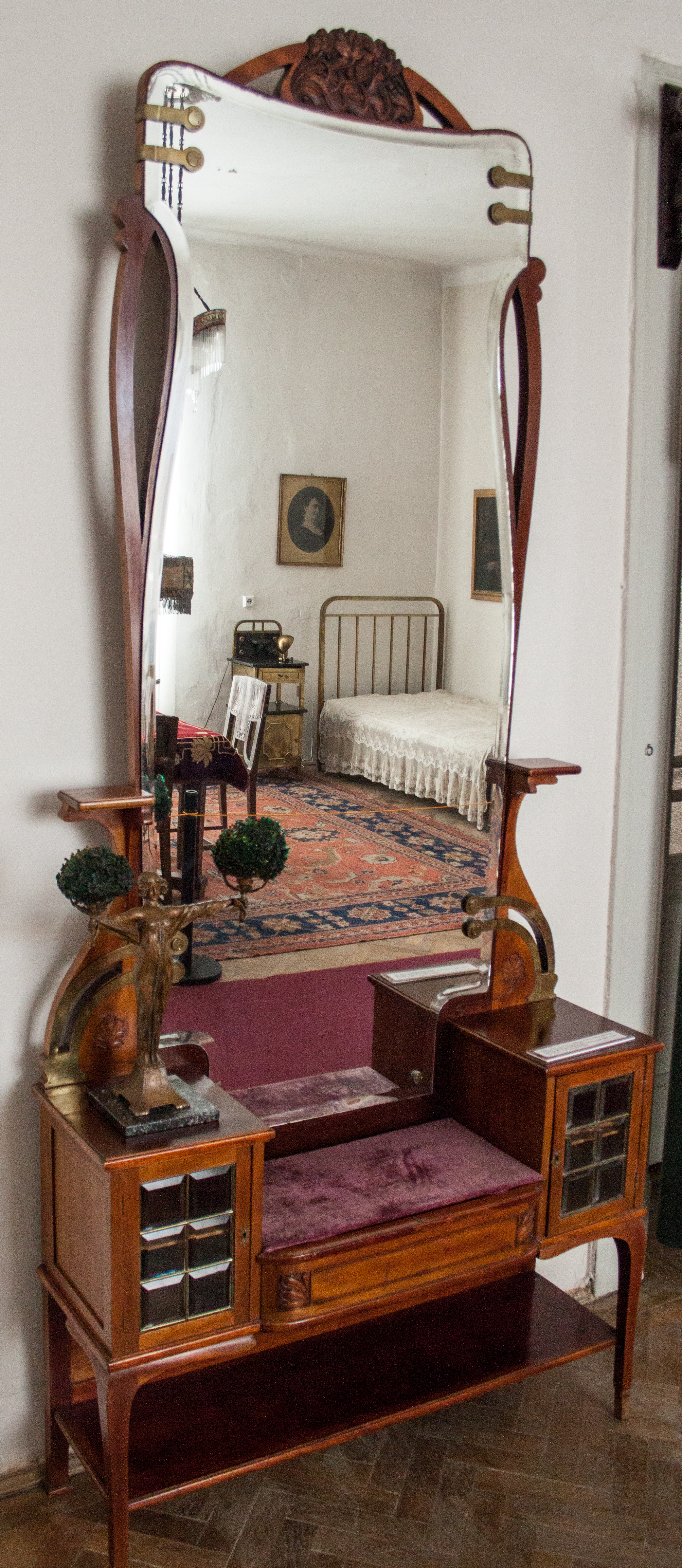
Szecessziós tükör
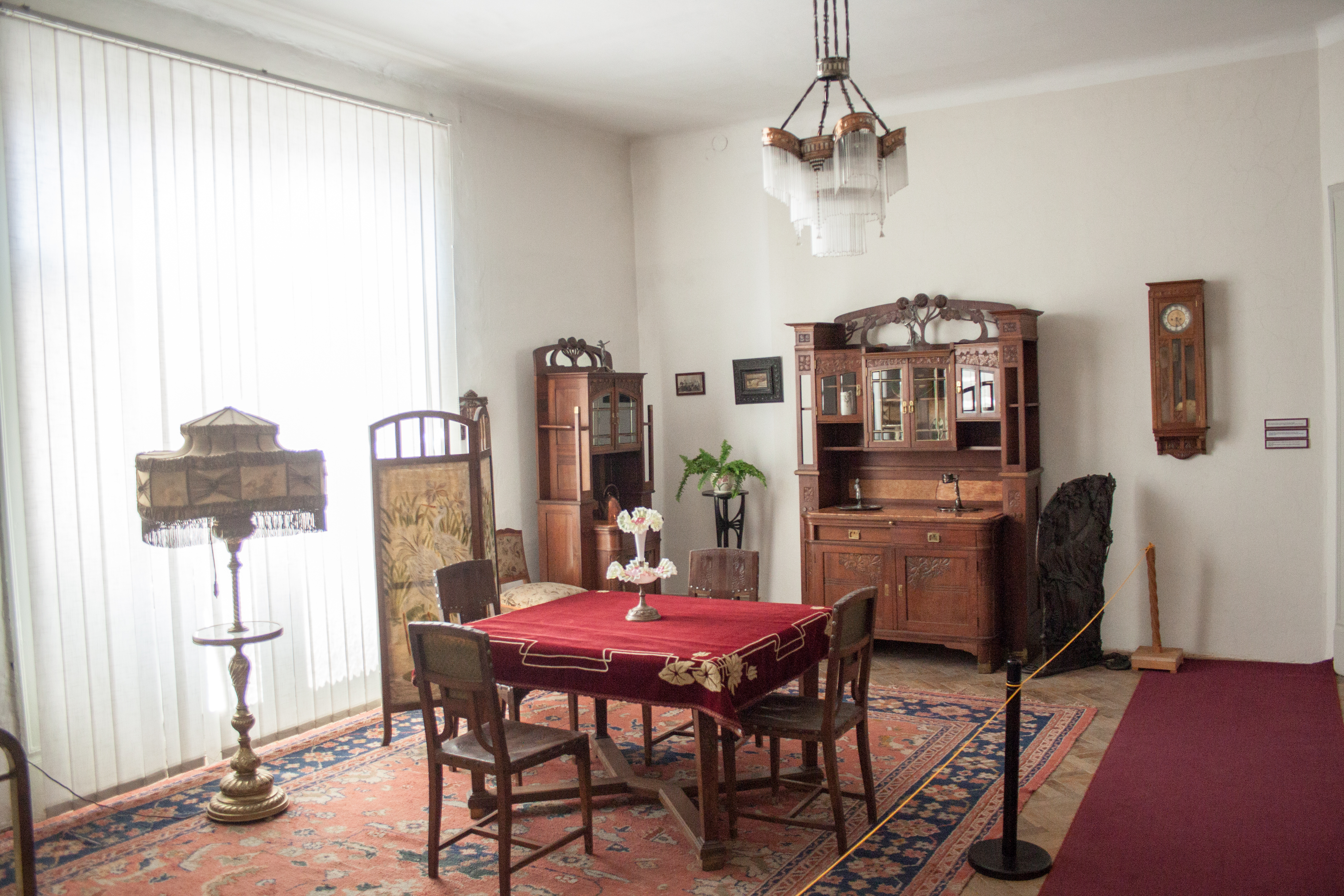
Szecessziós szobabelső
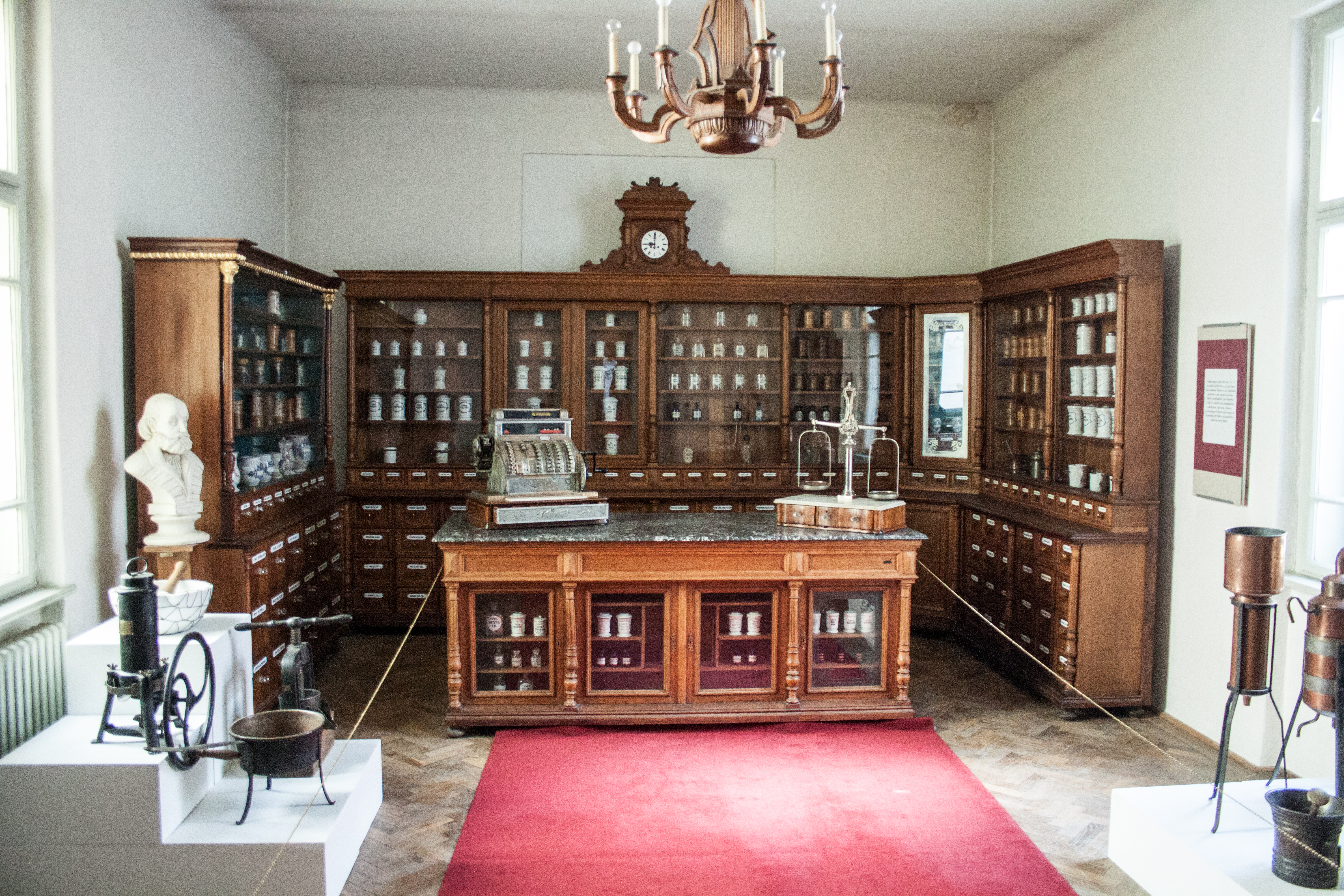
Patika a századforduló idejéből
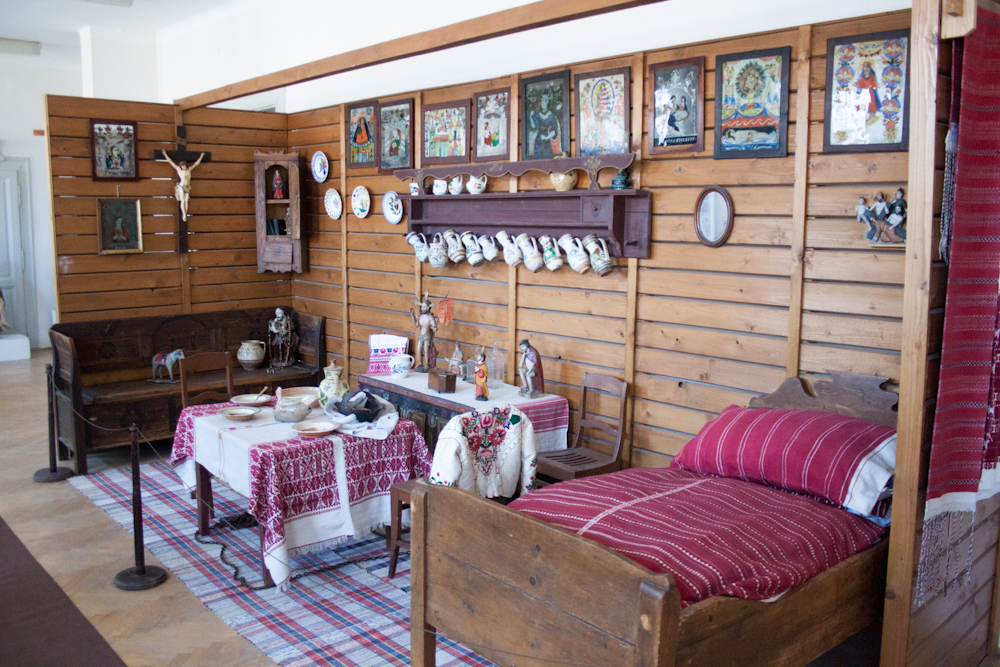
Abaúj vármegyei népművészeti szobabelső